# Alois Bierl
Alois Bierl, född den 8 september 1943 i Waldmünchen i Tyskland, är en västtysk roddare.
Han tog OS-guld i fyra med styrman i samband med de olympiska roddtävlingarna 1972 i München.